# 904
| [ Edytuj tabelę ]          |                                                   |
| Król Anglii                | - 899 Edward Starszy 924                          |
| Hrabia Aragonii            | - 893 Galindo II 922                              |
| Król Armenii               | - 890 Symbat I Męczennik 913                      |
| Hrabia Barcelony           | - 897 Wilfred Borrell II 911                      |
| Książę Bawarii             | - 889 Luitpold 907                                |
| Książę Burgundii           | - 880 Ryszard I Prawodawca 921                    |
| Cesarz Bizancjum           | - 886 Leon VI Filozof 912 - 886 Aleksander 913    |
| Chan Bułgarii              | - 893 Symeon I 913                                |
| Cesarz Chin                | - 888 Tang Zhaozong 904 - 904 Tang Aidi 907       |
| Książę Czech               | - 895 Spitygniew I 915                            |
| Władca Egiptu              | - 896 Harun Ibn Chumarawajh 904 - 904 Szajban 905 |
| Król Franków wschodnich    | - 900 Ludwik IV Dziecię 911                       |
| Król Franków zachodnich    | - 893 Karol III Prostak 922                       |
| Cesarz Japonii             | - 897 Daigo 930                                   |
| Kalif                      | - 902 Al-Muktafi 908                              |
| Król Khmerów               | - 889 Jaszowarman I 910                           |
| Wielki książę Kijowa       | - 882 Oleg Mądry 912                              |
| Patriarcha Konstantynopola | - 901 Mikołaj I Mistyk 907                        |
| Król Leónu                 | - 866 Alfons III Wielki 910                       |
| Król Mercji                | - 879 Aethelred 911                               |
| Król Nawarry               | - 880 Fortún Garcés 905                           |
| Król Norwegii              | - 872 Harald Pięknowłosy 930                      |
| Papież                     | - 904 Sergiusz III 911                            |
| Cesarz rzymski             | - 901 Ludwik III Ślepy 905                        |
| Książę Saksonii            | - 880 Otto Dostojny 912                           |
| Król Szkocji               | - 900 Konstantyn II 943                           |
| Doża Wenecji               | - 888 Pietro Tribuno 912                          |
| Książę Węgier              | - 896 Arpad 907                                   |
| Książę wielkomorawski      | - 894 Mojmir II 906 - 894 Świętopełk II 906       |

Rok 904 / CMIV
stulecia: IX wiek ~
X wiek ~
XI wiek

lata: 894 «
899 «
900 «
901 «
902 «
903 «
904
» 905
» 906
» 907
» 908
» 909
» 914

## Wydarzenia
- 29 stycznia – został wybrany papież Sergiusz III (904-911), domniemany kochanek Marozji.
- 31 lipca – zniszczenie Salonik przez Arabów.

## Zmarli
- październik: Al-Kasim ibn Ubajd Allah, wezyr Abbasydów (ur. ?)